# Lijst van voetbalinterlands Amerikaanse Maagdeneilanden - Turks- en Caicoseilanden (vrouwen)
Deze lijst van voetbalinterlands is een overzicht van alle officiële voetbalinterlands tussen de nationale vrouwenteams van de Amerikaanse Maagdeneilanden en de Turks- en Caicoseilanden. De landen hebben tot nu toe drie keer tegen elkaar gespeeld.

## Wedstrijden
| № | Plaats                   | Datum           | Competitie           | Wedstrijd                                              | Uitslag |
| - | ------------------------ | --------------- | -------------------- | ------------------------------------------------------ | ------- |
| 1 | onbekend                 | 8 mei 2006      | WK 2007 kwalificatie | Amerikaanse Maagdeneilanden − Turks- en Caicoseilanden | 2 − 0   |
| 2 | Venetian Road Settlement | 29 juli 2021    | Vriendschappelijk    | Turks- en Caicoseilanden − Amerikaanse Maagdeneilanden | 1 − 2   |
| 3 | Venetian Road Settlement | 2 augustus 2021 | Vriendschappelijk    | Turks- en Caicoseilanden − Amerikaanse Maagdeneilanden | 1 − 3   |

## Samenvatting
| Competitie        | Totaal gespeeld | Winst Amerikaanse Maagdeneilanden | Gelijk | Winst Turks- en Caicoseilanden | Doelsaldo Amerikaanse Maagdeneilanden – Turks- en Caicoseilanden |
| ----------------- | --------------- | --------------------------------- | ------ | ------------------------------ | ---------------------------------------------------------------- |
| WK kwalificatie   | 1               | 1                                 | 0      | 0                              | 2 − 0                                                            |
| Vriendschappelijk | 2               | 2                                 | 0      | 0                              | 5 − 2                                                            |
| Totaal            | 3               | 3                                 | 0      | 0                              | 7 − 2                                                            |